# Sulculeolaria bigelowi
Sulculeolaria bigelowi är en nässeldjursart som först beskrevs av James R. Sears 1950.  Sulculeolaria bigelowi ingår i släktet Sulculeolaria och familjen Diphyidae. Inga underarter finns listade i Catalogue of Life.